# ایران در بازی‌های آسیایی
کاروان ورزشی ایران در طول ۱۹ دوره بازی‌های آسیایی (بازی‌های آسیایی ۱۹۵۱ تا بازی‌های آسیایی ۲۰۲۲) در ۱۶ دوره حضور داشتند که تاکنون موفق به کسب ۶۱۱ مدال مختلف در رشته‌های ورزشی تیمی و انفرادی شده‌اند. ایران در بازی‌های آسیایی ۱۹۵۴ مانیل، ۱۹۶۲ اندونزی و ۱۹۷۸ تایلند حضور نداشت.
بهترین رتبه ایران در طول بازی‌های آسیایی متعلق به بازی‌های سال ۱۹۷۴ به میزبانی تهران می‌شود با کسب رتبه دوم است و بدترین نتیجه بدست آمده نیز مربوط به بازی‌های سال ۲۰۰۲ به میزبانی پوسان می‌شود با کسب رتبه دهم.
در مجموع ۱۶ دوره‌ای که کاروان ایران با پرچمدار در بازی‌ها حضور داشت، ۷ نفر از آنها کشتی‌گیر بوده‌اند که همگی صاحب مدال طلا در دوره خود شدند. از ۴ مرتبه‌ای که پرچمداران وزنه‌بردار بودند، ۳ مرتبه صاحب مدال طلا در آن دوره شدند و یک بار نیز به مدال نقره دست یافتند.

## تاریخچه
همزمان با برگزاری بازی‌های المپیک ۱۹۴۸ لندن، کشورهای آسیایی و از جمله ایران تصمیم به برگزاری بازی‌های آسیایی گرفتند. بدین ترتیب و براساس توافق کشورهای آسیایی شرکت کننده در چند اجلاس مهم به میزبانی دهلی نو و لندن، ابتدا فدراسیون بازی‌های آسیایی تشکیل و سپس مقرر شد این بازی‌ها همانند المپیک هر ۴ سال یک بار و در فاصله زمانی دو المپیاد برگزار شود.
تمام کشورهای آسیایی حداقل چند دوره حضور در بازی‌های آسیایی را تجربه کرده‌اند و نام بیشتر آنها در جدول مدالی این بازی‌ها ثبت شده است اگرچه چین و ژاپن تنها کشورهایی هستند که عنوان قهرمانی این رویداد بزرگ را کسب کرده‌اند.
هند به عنوان میزبان اولین دوره بازی‌های آسیایی با یک سال تأخیر و در سال ۱۹۵۱ این بازی‌ها را به عنوان همایش بزرگ ورزشی قاره برگزار کرد. کاروان ورزش ایران در رشته‌های وزنه‌برداری و پرورش اندام حضور نمایشی در این بازی‌ها داشت اما در رشته‌های دومیدانی، فوتبال، بسکتبال، شنا، شیرجه و دوچرخه سواری حضور رسمی داشت و با کسب ۸ مدال طلا، ۶ نقره و دو برنز در میان یازده کشور شرکت کننده جایگاه سوم جدول توزیع مدال‌ها را از آن خود کرد.
نکته جالب توجه در رابطه با این بازی‌ها این بود که کشور میزبان در یک اقدام نه چندان جوانمردانه و برای قرار گرفتن در مقام دوم رده‌بندی نهایی کشورها، رشته کشتی را در آخرین روزهای ثبت نام نهایی از برنامه مسابقات حذف کرد و بدین ترتیب ایران از شانس مسلم کسب چند مدال در این رشته محروم شد درحالی که می‌توانست با کمک آن‌ها پس از ژاپن در جایگاه دوم قرار بگیرد.
غیبت ایران در سه دوره
دومین دوره بازی‌های آسیایی با فاصله سه سال از بازی‌های هند برگزار شد و بعد از آن بود که فاصله زمانی برگزاری بازی‌های آسیایی چهار ساله شد. در این دوره از بازی‌ها که سال ۱۹۵۴ به میزبانی فیلیپین برگزار شد، ورزش ایران بنا به مشکلاتی حضور نداشت. ایران همچنین در بازی‌های آسیایی ۱۹۶۲ اندونزی و ۱۹۷۸ تایلند هم شرکت نداشت اما در دیگر بازی‌های برگزار شده همواره یکی از کشورهای شرکت کننده بود و حتی در یک دوره هم میزبان این رویداد بزرگ بود.
میزبانی که منجر به تقاضای المپیکی شد!
هفتمین دوره بازی‌های آسیایی به عنوان یکی از بزرگ‌ترین رویدادهای بین‌المللی ورزشی سال ۱۹۷۴ به میزبانی ایران و در تهران برگزار شد. این دوره از بازی‌ها با حضور ۲۵ کشور آسیایی برگزار شد اما نکته مهم اولین حضور جمهوری خلق چین بود که با تلاش ایران میسر شد. کاروان جمهوری خلق چین با ۲۷۴ ورزشکار و در ۱۴ رشته به تهران سفر کرد.
برای برگزاری هفتمین دوره بازی‌های آسیایی، تأسیسات و تجهیزات بزرگی در شمال غرب تهران بنا شد از جمله استادیوم یکصدهزار نفری آزادی که استادیوم اصلی این بازی‌ها بود و در آن زمان یکی از بزرگ‌ترین استادیوم‌های ورزش جهان به حساب می‌آمد. همچنین دهکده ویژه ورزشکاران با گنجایش بیش از ۳ هزار نفر در نزدیکی این استادیوم بنا شد. در مجموع ۲۳۶۳ ورزشکار از ۲۵ کشور در ۱۶ رشته ورزشی و برای مدت دو هفته این رویداد بزرگ را برگزار کردند.
حضور مقامات کمیته بین‌المللی المپیک، شورای فدراسیون بازیهای آسیایی، رسانه‌های گروهی کشورهای مختلف و مقامات کشورمان در جریان بازی‌های آسیایی تهران به اعتبار این بازی‌ها که برای نخستین بار در منطقه غرب آسیا برگزار می‌شد، بیش از پیش افزود. در مجموع و در پی توفیقات کسب شده، توجه جهان ورزش به این رویداد و میزبانی ایران جلب شد آنگونه که بعد از این بازی‌ها ایران متقاضی برگزاری بازی‌های المپیک در سال ۱۹۸۴ شد!
پرچمداری که پدیده شد
کاروان ورزش ایران با ۴۰۰ ورزشکار در بازی‌های آسیایی که میزبانی آن را عهده‌دار بود، حضور داشت. این بزرگ‌ترین کاروان ایران در مجموع ۱۵ دوره حضور در بازی‌های آسیایی است. ۸۲ مدال شامل ۳۶ مدال طلا، ۲۸ مدال نقره و ۱۷ مدال برنز هم نتیجه عملکرد کاروان ایران بود که منجر به نایب قهرمانی آن بعد از ژاپن شد.
پرچمدار کشورمان در این بازی‌ها، مسلم اسکندر فیلابی بود که پدیده بازی‌ها هم شد. وی در هر دو رشته کشتی آزاد و کشتی فرنگی، در دسته سنگین‌وزن، توانست به مقام قهرمانی برسد. در این دوره، همچنین تیم شمشیربازی بانوان ایران، نیز به مقام قهرمانی رسیدند.
فاجعه ۲۰۰۲
به همان اندازه که کاروان ورزش ایران در بازی‌های آسیایی تهران عملکرد خوبی داشت و بهترین نتیجه ممکن را کسب کرد، در بازی‌های آسیایی ۲۰۰۲ بوسان کره جنوبی دور از انتظار ظاهر شد. کاروان ایران در این دوره بازی‌ها به سرپرستی نصرالله سجادی و پرچمداری علی دایی شرکت کرد. ۱۵۰ ورزشکار و همراه ترکیب این کاروان را تشکیل می‌داد؛ کاروانی که تنها ۳۶ مدل گرفت و رتبه ای بهتر از دهمی هم کسب نکرد این درحالی بود که ایران در بازی‌های آسیایی دوره قبل آن (۱۹۹۸ بانکوک) هفتم شده بود.
عنوان دهمی جدول توزیع مدال‌ها، بدترین عملکرد کاروان ایران در تاریخ بازی‌های آسیایی بود؛ عنوانی که نه در ۶ دوره گذشته به دست آمده بود و نه در بازی‌های پس از آن!
رکوردداران مدال آوری
طی ۱۶ دوره حضور در بازی‌های آسیایی، کاروان ایران در مجموع ۶۱۱ مدال کسب کرده که سهم آزادکاران بیشتر از همه بوده است. البته رکورد مدال آوری در اختیار محمد نصیری است. این وزنه‌بردار با کسب ۴ مدال طلا و یک مدال نقره موفق‌ترین ورزشکار ایرانی در بازی‌های آسیایی به حساب می‌آید. مسلم فیلابی (کشتی) هم با ۴ مدال طلا و رضا سوخته سرایی (کشتی) نیز با ۳ مدال طلا و یک نقره بعد از وی، بهترین کارنامه را در بازی‌های آسیایی داشته‌اند.
ورزش ایران در ۱۶ دوره بازی‌های آسیایی

عملکرد کاروان ورزش ایران در ۱۶ دوره بازی‌های آسیایی که تاکنون در آن‌ها شرکت داشته است، به شرح زیر است:
- بازی‌های آسیایی ۱۹۵۱ دهلی نو - هند (کاروان ۶۴ نفره ایران با ۱۶ مدال شامل ۸ طلا، ۶ نقره و ۲ برنز سوم شد)
- بازی‌های آسیایی ۱۹۵۴ مانیل - فیلیپین (کاروان ایران حضور نداشت)
- بازی‌های آسیایی ۱۹۵۸ توکیو - ژاپن (کاروان ۱۱۲ نفره ایران با ۳۲ مدال شامل ۷ طلا، ۱۴ نقره و ۱۱ برنز در رده چهارم قرار گرفت)
- بازی‌های آسیایی ۱۹۶۲ جاکارتا - اندونزی (کاروان ایران حضور نداشت)
- بازی‌های آسیایی ۱۹۶۶ وانکوگ - تایلند (کاروان ۱۱۸ نفره ایران با ۳۰ مدال شامل ۶طلا، ۸ نقره و ۱۶ برنز در رده ششم قرار گرفت)
- بازی‌های آسیایی ۱۹۷۰ وانکوک - تایلند (کاروان ۱۶۹ نفره ایران با ۲۳ مدال شامل ۹ طلا، ۷ نقره و ۷ برنز در رده چهارم ایستاد)
- بازی‌های آسیایی ۱۹۷۴ تهران - ایران (کاروان ۴۰۰ نفره ایران با ۸۱ مدال شامل ۳۶ طلا، ۲۸ نقره و ۱۷ برنز در رده دوم قرار گرفت)
- بازی‌های آسیایی ۱۹۷۸ وانکوک - تایلند (کاروان ایران حضور نداشت)
- بازی‌های آسیایی ۱۹۸۲ دهلی نو - هند (کاروان ۴۳ نفره ایران با ۱۲ مدال شامل ۴طلا، ۴ نقره و ۴ برنز در رده هفتم ایستاد)
- بازی‌های آسیایی ۱۹۸۶ سئول - کره جنوبی (کاروان ۹۴ نفره ایران با ۲۲ مدال شامل ۶ طلا، ۶ نقره و ۱۰ برنز در رده چهارم ایستاد)
- بازی‌های آسیایی ۱۹۹۰ پکن - چین (کاروان ۱۲۶ نفره ایران با ۱۸مدال شامل ۴ طلا، ۶ نقره و ۸ برنز در رده پنجم ایستاد)
- بازی‌های آسیایی ۱۹۹۴ هیروشیما - ژاپن (کاروان ۱۶۲ نفره ایران با ۲۶ مدال شامل ۹ طلا، ۹ نقره و ۸ برنز در رده هفتم ایستاد)
- بازی‌های آسیایی ۱۹۹۸ وانکوک - تایلند (کاروان ۱۹۹ نفره ایران با ۳۴ مدال شامل ۱۰ طلا، ۱۱ نقره و ۱۳ برنز در رده هفتم ایستاد)
- بازی‌های آسیایی ۲۰۰۲ بوسان - کره جنوبی (کاروان ۱۵۰ نفره ایران با ۳۶ مدال شامل ۸ طلا، ۱۴ نقره و ۱۴ برنز در رده دهم ایستاد)
- بازی‌های آسیایی ۲۰۰۶ دوحه - قطر (کاروان ۲۳۹ نفره ایران با ۴۸ مدال شامل ۱۱ طلا، ۱۵ نقره و ۲۲ برنز در رده ششم ایستاد)
- بازی‌های آسیایی ۲۰۱۰ گوانگژو - چین (کاروان ۳۶۲ نفره ایران با ۵۹ مدال شامل ۲۰ طلا، ۱۴ نقره و ۲۵ برنز در رده چهارم ایستاد)
- بازی‌های آسیایی ۲۰۱۴ اینچئون - کره جنوبی (کاروان ۲۷۶ نفره ایران با ۵۷ مدال شامل ۲۱ طلا، ۱۸ نقره و ۱۸ برنز در رده پنجم ایستاد)
- بازی‌های آسیایی ۲۰۱۸ جاکارتا - اندونزی (کاروان ۳۷۸ نفره ایران با ۶۲ مدال شامل ۲۰ طلا، ۲۰ نقره و ۲۲ برنز در رده ششم ایستاد)
- بازی‌های آسیایی ۲۰۲۲ گوانژو - چین (کاروان ۲۸۹ نفره ایران با ۷۰ مدال شامل ۲۳ طلا، ۲۹ نقره و ۱۸ برنز در رده دوم قرار دارد)[۱]

## غیبت ایران در سه دوره
دومین دوره بازی‌های آسیایی با فاصله سه سال از بازی‌های هند برگزار شد و بعد از آن بود که فاصله زمانی برگزاری بازی‌های آسیایی چهار ساله شد. در این دوره از بازی‌ها که سال ۱۹۵۴ به میزبانی فیلیپین برگزار شد، ورزش ایران بنا به مشکلاتی حضور نداشت. ایران همچنین در بازی‌های آسیایی ۱۹۶۲ اندونزی و ۱۹۷۸ تایلند هم شرکت نداشت اما در دیگر بازی‌های برگزار شده همواره یکی از کشورهای شرکت کننده بود و حتی در یک دوره هم میزبان این رویداد بزرگ بود. دومین دوره این مسابقات در مانیل پایتخت فیلیپین برگزار شد. این مسابقات مصادف بود با ماجراهای کودتای ۲۸ مرداد در نتیجه ایران در این مسابقات شرکت نداشت. در این دوره از مسابقات ۱۹ کشور آسیایی شرکت کردند. ایران در بازی‌های آسیایی ۱۹۶۲ جاکارتا باز هم در مسابقات غایب بود. کمبود بودجه مانع شرکت ورزش ایران در بازی‌های آسیایی شد. ایران در ۱۹۷۸ به دلیل حوادث مربوط به انقلاب، شرکت نکرد. همچنین از این دوره بازی‌ها اسرائیل از شرکت در مسابقات آسیایی محروم شد.

## نتیجه به تفکیک بازی‌های آسیایی

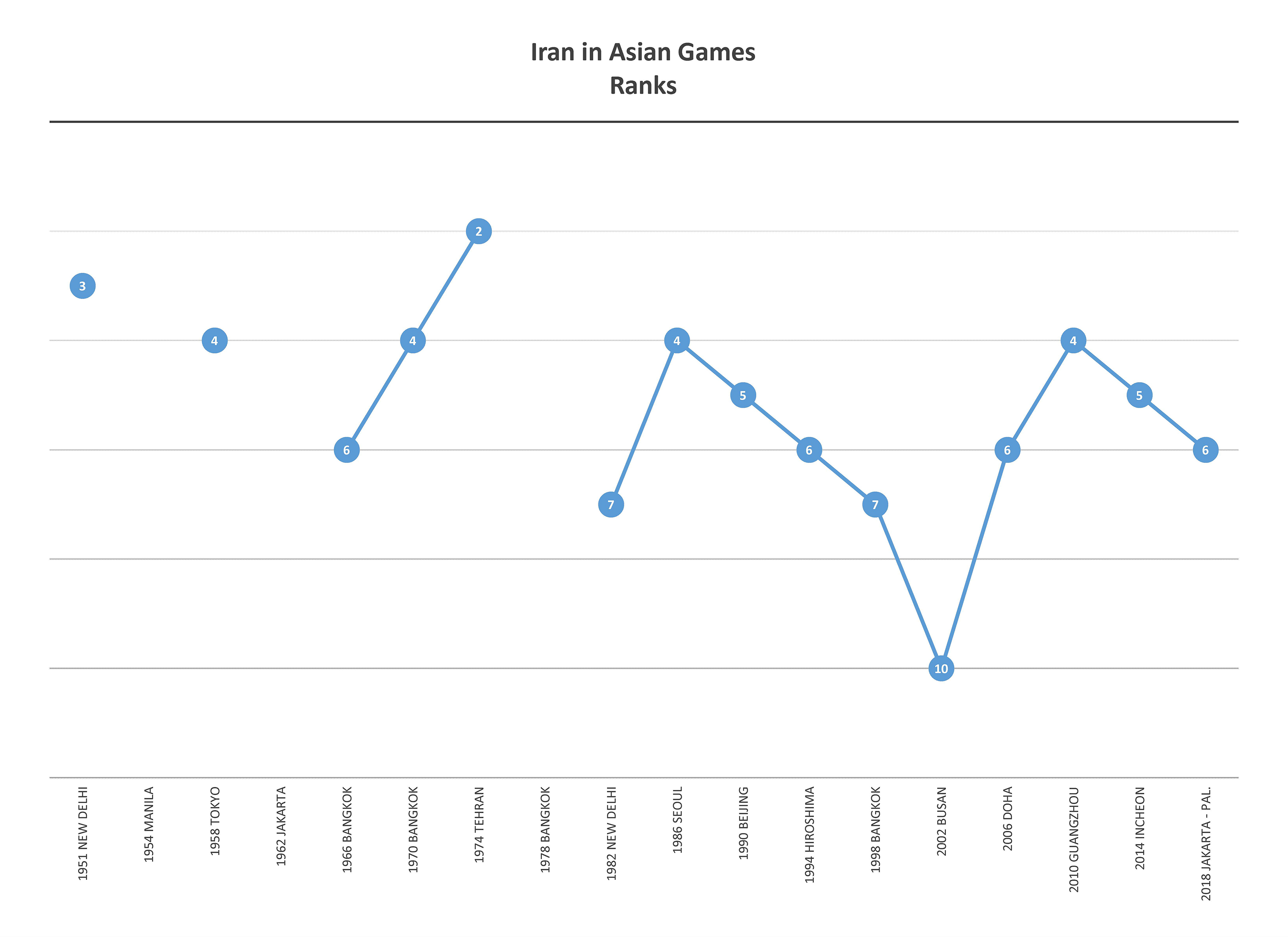
رتبه کاروان ایران در دوره‌های مختلف بازی‌های آسیایی

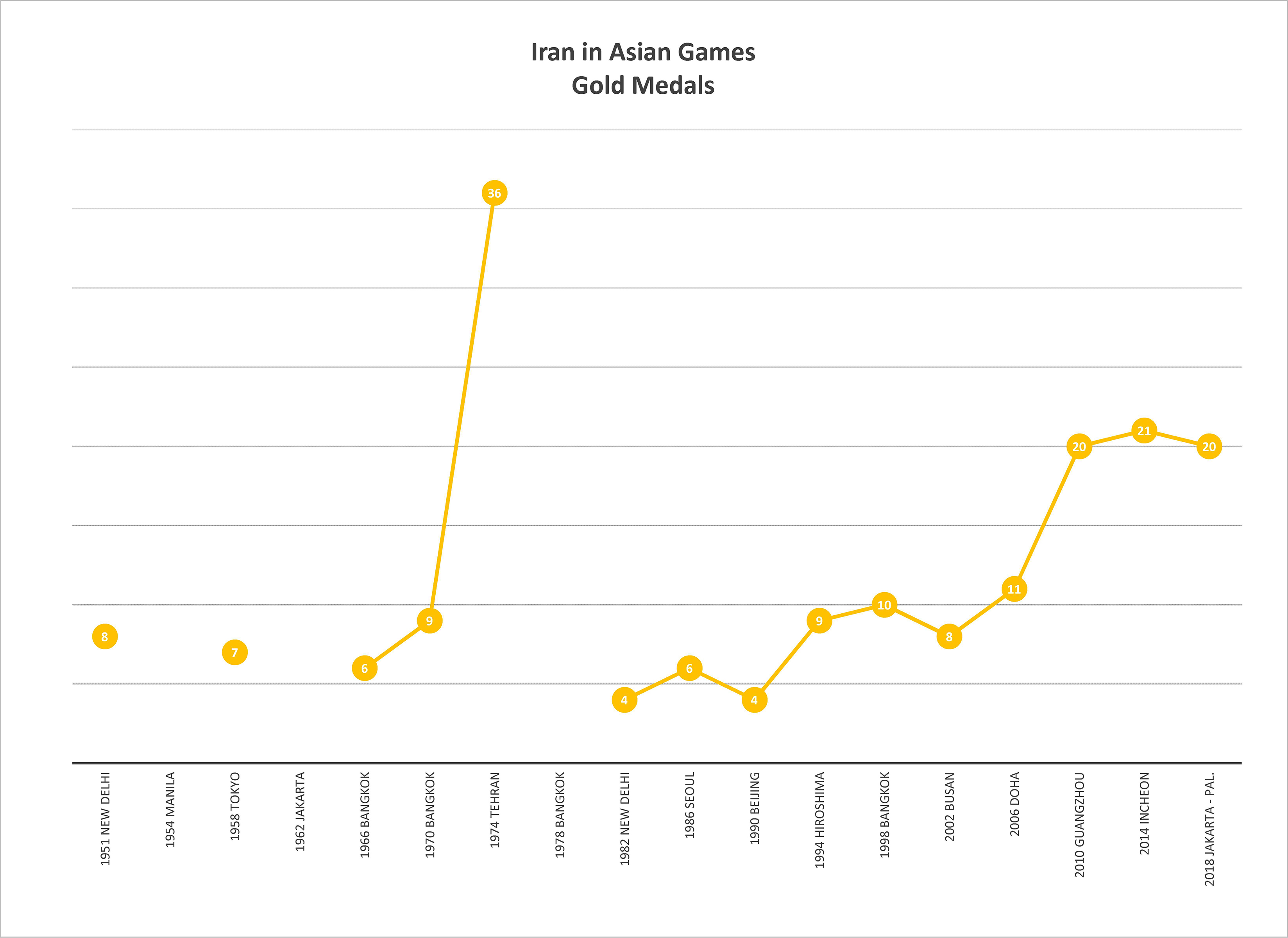
تعداد مدال‌های طلای کاروان ایران در دوره‌های مختلف بازی‌های آسیایی

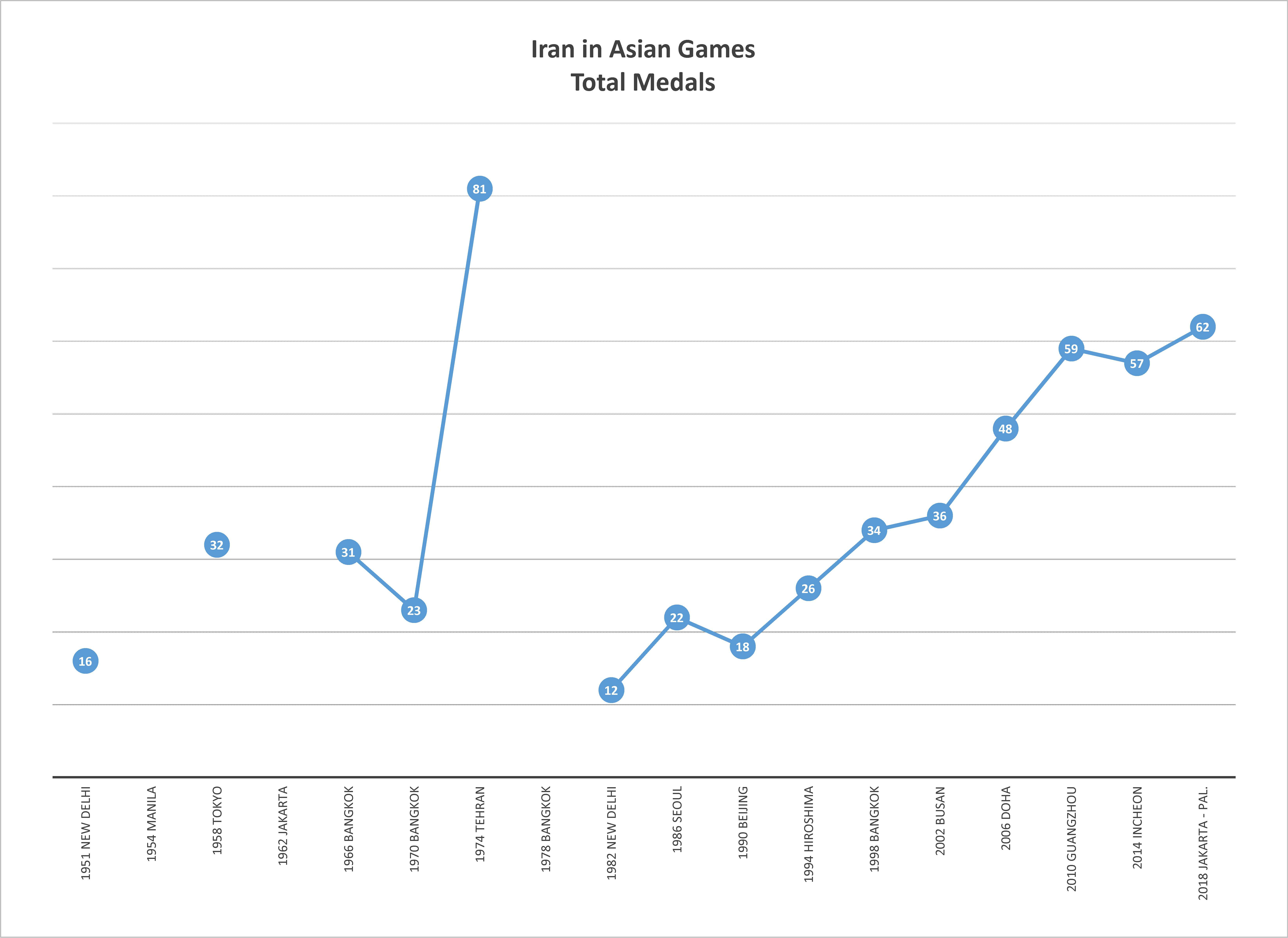
تعداد کل مدال‌های کاروان ایران در دوره‌های مختلف بازی‌های آسیایی

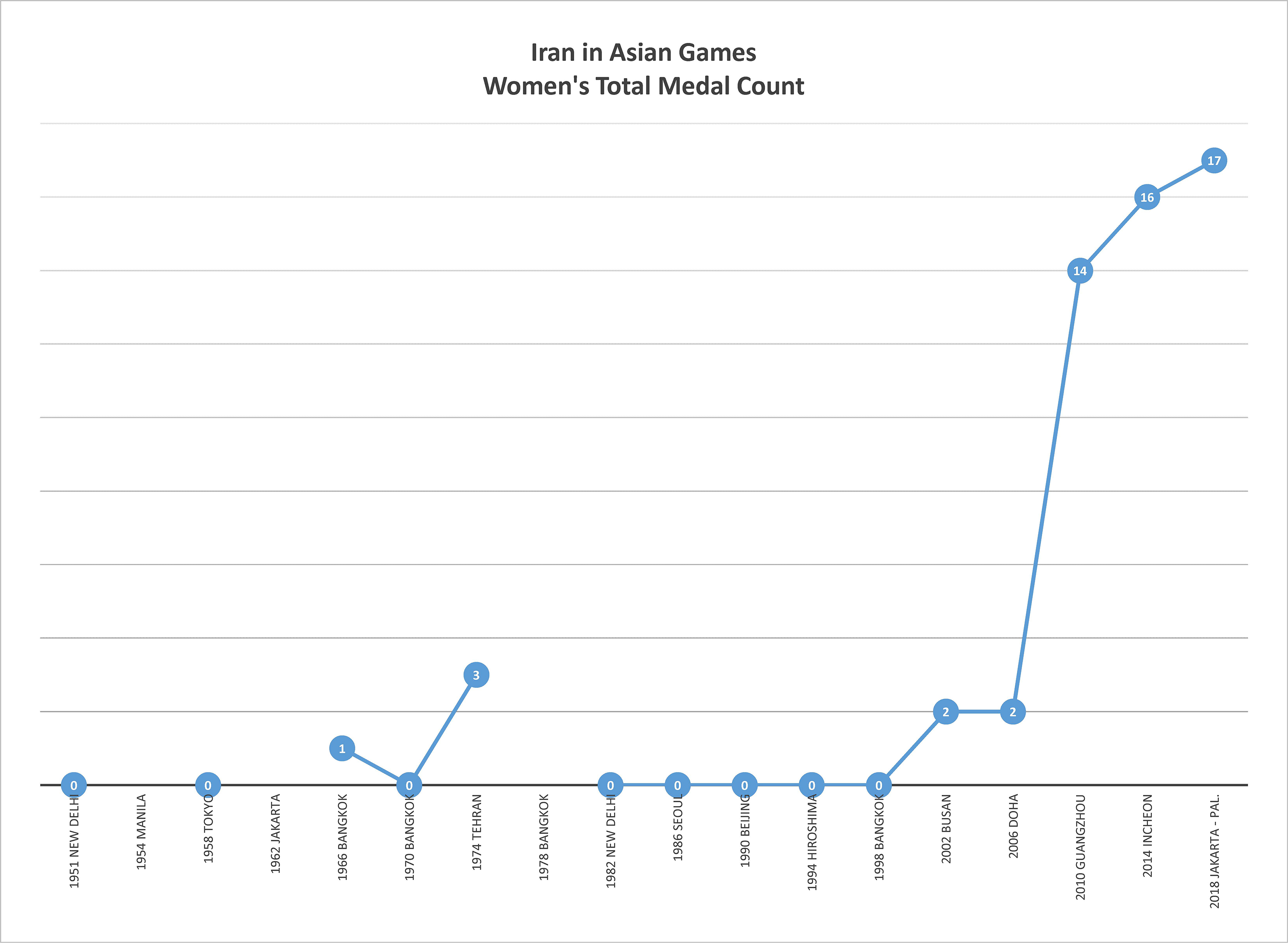
تعداد مدال‌های اخذ شده توسط بانوان کاروان ورزشی ایران در دوره‌های مختلف بازی‌های آسیایی

| بازی‌های آسیایی      | طلا | نقره | برنز | مجموع | رتبه مرغوبیت مدال | رتبه مجموع مدال | پرچمدار کاروان ورزشی ایران                   |
| بازی‌های آسیایی ۱۹۵۱ | ۸   | ۶    | ۲    | ۱۶    | سوم               | چهارم           | محمود نامجو (وزنه‌برداری)                     |
| بازی‌های آسیایی ۱۹۵۸ | ۷   | ۱۴   | ۱۱   | ۳۲    | چهارم             | چهارم           | محمود نامجو (وزنه‌برداری)                     |
| بازی‌های آسیایی ۱۹۶۶ | ۶   | ۸    | ۱۷   | ۳۱    | ششم               | پنجم            | منصور مهدی‌زاده (کشتی آزاد)                   |
| بازی‌های آسیایی ۱۹۷۰ | ۹   | ۷    | ۷    | ۲۳    | چهارم             | پنجم            | عبدالله موحد (کشتی آزاد)                     |
| بازی‌های آسیایی ۱۹۷۴ | ۳۶  | ۲۸   | ۱۷   | ۸۱    | دوم               | سوم             | اسکندر فیلابی (کشتی آزاد و فرنگی)            |
| بازی‌های آسیایی ۱۹۸۲ | ۴   | ۴    | ۴    | ۱۲    | هفتم              | هشتم            | رضا سوخته‌سرایی (کشتی آزاد)                   |
| بازی‌های آسیایی ۱۹۸۶ | ۶   | ۶    | ۱۰   | ۲۲    | چهارم             | ششم             | رضا سوخته‌سرایی (کشتی فرنگی)                  |
| بازی‌های آسیایی ۱۹۹۰ | ۴   | ۶    | ۸    | ۱۸    | پنجم              | هشتم            | رضا سوخته‌سرایی (کشتی آزاد)                   |
| بازی‌های آسیایی ۱۹۹۴ | ۹   | ۹    | ۸    | ۲۶    | ششم               | هفتم            | امیررضا خادم (کشتی آزاد)                     |
| بازی‌های آسیایی ۱۹۹۸ | ۱۰  | ۱۱   | ۱۳   | ۳۴    | هفتم              | نهم             | آرش میراسماعیلی (جودو)                       |
| بازی‌های آسیایی ۲۰۰۲ | ۸   | ۱۴   | ۱۴   | ۳۶    | دهم               | هشتم            | علی دایی (فوتبال)                            |
| بازی‌های آسیایی ۲۰۰۶ | ۱۱  | ۱۵   | ۲۲   | ۴۸    | ششم               | هفتم            | حسین رضازاده (وزنه‌برداری)                    |
| بازی‌های آسیایی ۲۰۱۰ | ۲۰  | ۱۵   | ۲۴   | ۵۹    | چهارم             | هفتم            | صمد نیکخواه بهرامی (بسکتبال)                 |
| بازی‌های آسیایی ۲۰۱۴ | ۲۱  | ۱۸   | ۱۸   | ۵۷    | پنجم              | پنجم            | بهداد سلیمی (وزنه‌برداری)                     |
| بازی‌های آسیایی ۲۰۱۸ | ۲۰  | ۲۰   | ۲۲   | ۶۲    | ششم               | دهم             | الهه احمدی (تیراندازی)                       |
| بازی‌های آسیایی ۲۰۲۲ | ۱۳  | ۲۱   | ۲۰   | ۵۳    | هفتم              | نهم             | جواد فروغی (تیراندازی) ناهید کیانی (تکواندو) |

## نتیجه به تفکیک رشته ورزشی
در جدول زیر مدال‌های کسب شده به تفکیک رشته‌های ورزشی موجود در بازی‌های آسیایی تا پایان بازی‌های آسیایی ۲۰۱۸ ذکر شده‌اند.
| رشته ورزشی           | طلا | نقره | برنز | مجموع |
| شیرجه                | ۰   | ۱    | ۳    | ۴     |
| واترپلو              | ۱   | ۰    | ۱    | ۲     |
| دو و میدانی          | ۱۲  | ۱۵   | ۱۰   | ۳۷    |
| بسکتبال              | ۰   | ۲    | ۳    | ۵     |
| بسکتبال سه نفره      | ۰   | ۰    | ۱    | ۱     |
| شطرنج                | ۰   | ۰    | ۱    | ۱     |
| بوکس                 | ۵   | ۱۱   | ۲۶   | ۴۲    |
| قایقرانی کانو (سرعت) | ۵   | ۵    | ۱    | ۱۱    |
| قایقرانی اسلالوم     | ۰   | ۰    | ۱    | ۱     |
| رویینگ               | ۲   | ۳    | ۵    | ۱۰    |
| دوچرخه‌سواری جاده     | ۳   | ۵    | ۶    | ۱۴    |
| دوچرخه‌سواری پیست     | ۲   | ۵    | ۸    | ۱۵    |
| سوارکاری             | ۰   | ۰    | ۱    | ۱     |
| شمشیربازی            | ۳   | ۶    | ۷    | ۱۶    |
| فوتبال               | ۴   | ۲    | ۱    | ۷     |
| هندبال               | ۰   | ۱    | ۱    | ۲     |
| جودو                 | ۱   | ۸    | ۱۱   | ۲۰    |
| کبدی                 | ۲   | ۳    | ۱    | ۶     |
| کاراته               | ۱۴  | ۱۱   | ۱۰   | ۳۵    |
| کوراش                | ۱   | ۱    | ۲    | ۴     |
| پاروزنی              | ۱   | ۰    | ۱    | ۲     |
| پنچاک سیلات          | ۰   | ۰    | ۱    | ۱     |
| تیراندازی            | ۱   | ۴    | ۳    | ۸     |
| تنیس روی میز         | ۰   | ۰    | ۳    | ۳     |
| تکواندو              | ۱۴  | ۱۴   | ۱۸   | ۴۶    |
| تنیس                 | ۰   | ۲    | ۲    | ۴     |
| والیبال              | ۲   | ۳    | ۲    | ۶     |
| وزنه‌برداری           | ۳۳  | ۳۰   | ۲۰   | ۸۳    |
| کشتی آزاد و فرنگی    | ۶۹  | ۴۰   | ۳۶   | ۱۴۵   |
| ووشو                 | ۷   | ۹    | ۶    | ۲۲    |
| تیر و کمان           | ۱   | ۰    | ۲    | ۳     |
| صخره‌نوردی            | ۱   | ۰    | ۰    | ۱     |
| مجموع                | ۱۷۹ | ۱۸۱  | ۱۹۷  | ۵۵۷   |

## 1طلاآوران
۱۹۵۱
علی باغبانباشی (دومیدانی)
فیروز پژهان (وزنه‌برداری)
محمدحسن رهنوردی (وزنه‌برداری)
رسول رئیسی (وزنه‌برداری)
جعفر سلماسی (وزنه‌برداری)
لوون کورکچیان (وزنه‌برداری)
حسن فردوس (وزنه‌برداری)
محمود نامجو (وزنه‌برداری)
۱۹۵۸
فیروز پژهان (وزنه‌برداری)
غلامرضا تختی (کشتی)
امامعلی حبیبی (کشتی)
محمود خلیل رضوی (دومیدانی)
محمدحسن رهنوردی (وزنه‌برداری)
عباس زندی (کشتی)
جلال منصوری (وزنه‌برداری)
۱۹۶۶
منوچهر برومند (وزنه‌برداری)
پرویز جلایر (وزنه‌برداری)
اسکندر فیلابی (کشتی)
عبدالله موحد (کشتی)
منصور مهدیزاده (کشتی)
محمد نصیری (وزنه‌برداری)
۱۹۷۰
ابراهیم جوادی (کشتی)
نصرالله دهنوی (وزنه‌برداری)
داریوش ذاکری (کشتی)
شمس الدین سیدعباسی (کشتی)
تیمور غیاثی (دومیدانی)
اسکندر فیلابی (کشتی)
محمد قربانی (کشتی)
عبدالله موحد (کشتی)
محمد نصیری (وزنه‌برداری)
۱۹۷۴
تیم اپه زنان (شمشیربازی)
علیرضا انداوه (بوکس)
منصور برزگر (کشتی)
حسین تورانیان (کشتی)
ابراهیم جوادی (کشتی)
شریف دلارام (بوکس)
محمد دلیریان (کشتی)
تیم دوچرخه‌سواری - تریل (دوچرخه‌سواری)
تیم دوچرخه‌سواری - جاده (دوچرخه‌سواری)
تیم سابر مردان (شمشیربازی)
اکبر شکرالهی (وزنه‌برداری)
رحیم علی‌آبادی (کشتی)
حمید علیدوستی (کشتی)
تیمور غیاثی (دومیدانی)
محسن فره‌وشی (کشتی)
تبم فلوره زنان (شمشیربازی)
تیم فوتبال مردان (فوتبال)
اسکندر فیلابی - آزاد (کشتی)
اسکندر فیلابی - فرنگی (کشتی)
هاشم قنبری (کشتی)
هوشنگ کارگرنژاد (وزنه‌برداری)
جلال کریمی (کشتی)
جلال کشمیری - پرتاب دیسک (دومیدانی)
جلال کشمیری - پرتاب وزنه (دومیدانی)
بهرام مشتاقی (کشتی)
محمد نصیری (وزنه‌برداری)
تیم واترپلو مردان (واترپلو)
علی والی (وزنه‌برداری)
ماسیس هامبارسومیان (بوکس)
اکبر یدالهی (کشتی)
۱۹۸۲
علی پاکیزه جمع (وزنه‌برداری)
محمدحسن محبی (کشتی)
محمدحسین محبی (کشتی)
رضا سوخته سرایی (کشتی)
۱۹۸۶
مجید ترکان (کشتی)
علی زنگ آبادی (دوچرخه‌سواری)
علیرضا سلیمانی (کشتی)
رضا سوخته سرایی (کشتی)
ابراهیم قادری (تکواندو)
عسگری محمدیان (کشتی)
۱۹۹۰
رضا سوخته سرایی (کشتی)
تیم فوتبال مردان (فوتبال)
اویس ملاح (کشتی)
بهروز یاری (کشتی)
۱۹۹۴
علی اکبرنژاد (کشتی)
امیررضا خادم (کشتی)
رسول خادم (کشتی)
فرید خمامی (کاراته)
نادر رحمتی (کشتی)
فریبرز عسگری (تکواندو)
ایوب پورتقی قوشچی (بوکس)
ابراهیم مهربان (کشتی)
بهروز یاری (کشتی)
۱۹۹۸
مهدی بی‌باک (تکواندو)
امیر توکلیان (کشتی)
عباس جدیدی (کشتی)
علیرضا حیدری (کشتی)
علیرضا رضایی (کشتی)
مهدی سبزعلی (کشتی)
علیرضا کتیرایی (کاراته)
قادر میزبانی (دوچرخه‌سواری)
شاهین نصیری نیا (وزنه‌برداری)
۲۰۰۲
حسین اوجاقی (ووشو)
مهران بهنام فر (کاراته)
مسعود حاجی آخوندزاده (جودو)
علیرضا حیدری (کشتی)
حسین رضازاده (وزنه‌برداری)
هادی ساعی (تکواندو)
تیم فوتبال مردان (فوتبال)
علیرضا کتیرایی (کاراته)
۲۰۰۶
علی اصغر بذری (کشتی)
احسان حدادی (دومیدانی)
علیرضا حیدری (کشتی)
حسین رضازاده (وزنه‌برداری)
حسن روحانی (کاراته)
حسین روحانی (کاراته)
یوسف کرمی (تکواندو)
مراد محمدی (کشتی)
علی مظاهری (بوکس)
جاسم ویشگاهی (کاراته)
رضا یزدانی (کشتی)
۲۰۱۰
خدیجه آزادپور (ووشو)
محمد باقری معتمد (تکواندو)
ذبیح‌الله پورشیب (کاراته)
احسان حدادی (دومیدانی)
بهداد سلیمی (وزنه‌برداری)
محسن محمدسیفی (ووشو)
محسن شادی (قایقرانی)
سعید عبدولی (کشتی)
احمدرضا طالبیان (قایقرانی)
بابک قربانی (کشتی)
حمیدرضا قلی پور (ووشو)
یوسف کرمی (تکواندو)
صادق گودرزی (کشتی)
سجاد مرادی (دومیدانی)
جمال میرزایی (کشتی)
علیرضا نصر آزادانی (تکواندو)
طالب نعمت پور (کشتی)
امید نوروزی (کشتی)
جاسم ویشگاهی (کاراته)
رضا یزدانی (کشتی)
۲۰۱۴
حبیب‌الله اخلاقی (کشتی)
بهنام اسبقی (تکواندو)
مسعود اسماعیل پور (کشتی)
مسعود حجی زواره (تکواندو)
احسان حدادی (دومیدانی)
سعید حسنی پور (کاراته)
مهدی خدابخشی (تکواندو)
نجمه خدمتی (تیراندازی)
محمد دانشور (دوچرخه‌سواری)
بهداد سلیمی (وزنه‌برداری)
محسن شادی (قایقرانی)
فرزان عاشورزاده (تکواندو)
اسماعیل عبادی (تیراندازی)
حمیده عباسعلی (کاراته)
مهدی علیاری (کشتی)
محسن محمدسیفی (ووشو)
میثم مصطفی جوکار (کشتی)
امیر مهدی‌زاده (کاراته)
تیم والیبال مردان (والیبال)
پرویز هادی (کشتی)
رضا یزدانی (کشتی)
۲۰۱۸
عرفان آهنگریان (ووشو)
احسان حدادی (دومیدانی)
میرهاشم حسینی (تکواندو)
سعید رجبی (تکواندو)
بهداد سلیمی (وزنه‌برداری)
بهمن عسگری (کاراته)
الیاس علی اکبری (کوراش)
رضا علیپور (سنگ نوردی)
تیم کبدی زنان (کبدی)
تیم کبدی مردان (کبدی)
علیرضا کریمی (کشتی)
حسین کیهانی (دومیدانی)
محمدعلی گرایی (کشتی)
سجاد گنج زاده (کاراته)
محسن محمدسیفی (ووشو)
سهراب مرادی (وزنه‌برداری)
حسین نوری (کشتی)
تیم والیبال مردان (والیبال)
پرویز هادی (کشتی)
حسن یزدانی (کشتی)
۲۰۲۲
تیم والیبال مردان (والیبال)
افشین سلیمی (ووشو)
یوسف صبری (ووشو)
صادق آذرنگ (کوراش)
حسین رسولی (دو میدانی)
رضا علیپور (سنگ نوردی)
محمدهادی ساروی (کشتی)
امین میرزازاده (کشتی)
سجاد گنج‌زاده (کاراته)
یونس امامی (کشتی)
تیم شطرنج مردان (شطرنج)
حسن یزدانی (کشتی)
امیرحسین زارع (کشتی)

## 2نقرهآوران
۱۹۵۱
هوشنگ اردبادی (وزنه‌برداری)
علی باغبانباشی (دومیدانی)
تقی عسگری (شیرجه)
تیم فوتبال مردان (فوتبال)
جلال منصوری (وزنه‌برداری)
علی میرزایی (وزنه‌برداری)
۱۹۵۸
سورن پیرجانیان (بوکس)
ابراهیم پیروی (وزنه‌برداری)
جهانبخت توفیق (کشتی)
لئون خاچاطوریان (بوکس)
محمود خلیل رضوی (دومیدانی)
خلیل رعیت پناه (کشتی)
نبی سروری (کشتی)
علی صفا سنبلی (وزنه‌برداری)
اسماعیل علم خواه (وزنه‌برداری)
وازیک قازاریان (بوکس)
جعفر گل طلب (دوچرخه‌سواری)
جعفر گل طلب (دوچرخه‌سواری)
محمود نامجو (وزنه‌برداری)
تیم والیبال مردان (والیبال)
۱۹۶۶
حسین تهامی (کشتی)
علی اکبر حیدری (کشتی)
محمدابراهیم سیف‌پور (کشتی)
محمدعلی فرخیان (کشتی)
تیم فوتبال مردان (فوتبال)
جلال کشمیری (دومیدانی)
محمود معزی پور (کشتی)
احمد میرحسینی (دومیدانی)
۱۹۷۰
عمران حاتمی (بوکس)
علی حاجیلو (کشتی)
تیم دوچرخه‌سواری - تریل (دوچرخه‌سواری)
محمد فرهنگ‌دوست (کشتی)
جلال کشمیری - پرتاب دیسک (دومیدانی)
جلال کشمیری - پرتاب وزنه (دومیدانی)
دانیل گورگیزنژاد (وزنه‌برداری)
۱۹۷۴
پیروز آدمیت (شمشیربازی)
تقی اکبر (تنیس)
محمدرضا انتظاری - ۴۰۰ متر (دومیدانی)
محمدرضا انتظاری - ۸۰۰ متر (دومیدانی)
عبدالرضا انصاری (بوکس)
علی‌اصغر پاشاپور (شمشیربازی)
ابراهیم پوردژم (وزنه‌برداری)
حافظ حسنی (وزنه‌برداری)
رضا خرمی (کشتی)
محمد خرمی (کشتی)
کامبیز درفشی جوان (تنیس)
تیم دوچرخه‌سواری - تعقیبی (دوچرخه‌سواری)
نصرالله دهنوی (وزنه‌برداری)
سبحان روحی (کشتی)
رضا سوخته‌سرایی (کشتی)
مهوش شفائی (شمشیربازی)
فتحی (شمشیربازی)
جواد فعلی (بوکس)
علی مدنی (تنیس)
خسرو نظافت دوست (کشتی)
۱۹۸۲
مهران اسلام پور (وزنه‌برداری)
محمدحسین دباغی (کشتی)
عسگری محمدیان (کشتی)
علی والی (وزنه‌برداری)
۱۹۸۶
رضا اندوز (کشتی)
علی حاجی پور (تکواندو)
محمدحسن محبی (کشتی)
یعقوب نجفی جویباری (کشتی)
۱۹۹۰
رسول خادم (کشتی)
علی اصغر کاظمی (بوکس)
علیرضا لرستانی (کشتی)
محمد نادری (کشتی)
آیت واگذاری (کشتی)
حسن یوسفی افشار (کشتی)
۱۹۹۴
سعید آشتیانی (کاراته)
ایوب بنی نصرت (کشتی)
آرش جوانشیر (کاراته)
فرزاد زرخش (تکواندو)
ابراهیم سعادتی (تکواندو)
رضا سیم خواه (کشتی)
محمدرضا صمدی (بوکس)
محمود میران (جودو)
۱۹۹۸
مجید افلاکی (تکواندو)
حسین اوجاقی (ووشو)
کوروش باقری (وزنه‌برداری)
محمدحسین برخواه (وزنه‌برداری)
حمید سجادی (دومیدانی)
علی شاملوزاده (کاراته)
محمدرضا صمدی (بوکس)
محمد طلایی (کشتی)
بهنام طیبی (کشتی)
مهدی عموزاده (کاراته)
محمود میران (جودو)
علاءالدین نکویی فرد (کاراته)
۲۰۰۲
محمد آقایی (ووشو)
کوروش باقری (وزنه‌برداری)
محمدحسین برخواه (وزنه‌برداری)
هادی پانزوان (وزنه‌برداری)
تیم تیراندازی زنان (تیراندازی)
عباس جدیدی (کشتی)
بهزاد خداداد (تکواندو)
علیرضا دبیر (کشتی)
تیم دوچرخه‌سواری - تعقیبی (دوچرخه‌سواری)
حسن روحانی (کاراته)
عباس صمیمی (دومیدانی)
مهدی عموزاده (کاراته)
محمود میران (جودو)
تیم والیبال مردان (والیبال)
جاسم ویشگاهی (کاراته)
۲۰۰۶
جاسم امیری (کشتی)
مهدی بی‌باک (تکواندو)
تیم دوچرخه‌سواری - تریل (دوچرخه‌سواری)
تیم دوچرخه‌سواری - کایرین (دوچرخه‌سواری)
محمدرضا رودکی (جودو)
رضا رئیسی (قایقرانی)
مهدی سهرابی (دوچرخه‌سواری)
مهدی شربیانی (کشتی)
علیرضا صحرانشین (ووشو)
عباس صیادی (قایقرانی)
داوود عابدین‌زاده (کشتی)
فردین معصومی (کشتی)
آرش میراسماعیلی (جودو)
محمود میران (جودو)
مهدی نوایی (تکواندو)
مسعود هاشم‌زاده (کشتی)
۲۰۱۰
اصغر ابراهیمی (وزنه‌برداری)
راحله آسمانی (تکواندو)
الهه احمدی (تیراندازی)
مهدی تقوی (کشتی)
تیم تیراندازی زنان (تیراندازی)
مرتضی رضائیان (وزنه‌برداری)
محمدرضا رودکی (جودو)
پریسا فرشیدی (تکواندو)
تیم کبدی مردان (کبدی)
سجاد مردانی (دومیدانی)
کاوه موسوی (دومیدانی)
شاهو ناصری (قایقرانی)
تیم والیبال مردان
تیم هندبال مردان (هندبال)
۲۰۱۴
علی آقامیرزایی (قایقرانی)
عزت‌الله اکبری (کشتی)
نرجس امامقلی‌نژاد (تیراندازی)
تیم بسکتبال مردان
تیم تیراندازی زنان (تیراندازی)
اکرم خدابنده (تکواندو)
حمیدرضا دلاور (ووشو)
جاسم دلاوری (بوکس)
لیلا رجبی (دومیدانی)
کیانوش رستمی (وزنه‌برداری)
فاطمه روحانی (تکواندو)
تیم سابر مردان (شمشیربازی)
احمدرضا طالبیان (قایقرانی)
سعید فضل‌اولی (قایقرانی)
تیم کبدی زنان (کبدی)
تیم کبدی مردان (کبدی)
علی مظاهری (بوکس)
آروین معظمی گودرزی (دوچرخه‌سواری)
الهه منصوریان (ووشو)
۲۰۱۸
کوروش بختیار (تکواندو)
امیرمحمد بخشی (تکواندو)
تیم بسکتبال مردان
جعفر پهلوانی (کوراش)
طراوت خاکسار (کاراته)
تیم روئینگ زنان - چهارنفره (قایقرانی)
تیم روئینگ زنان - دونفره (قایقرانی)
تیم سابر مردان (شمشیربازی)
مرجان سلحشوری (تکواندو)
فرود طفری (ووشو)
رزیتا علیپور (کاراته)
سعید علی حسینی (وزنه‌برداری)
هدیه کاظمی (قایقرانی)
زهرا کیانی (ووشو)
امیر مرادی (دومیدانی)
سعید ملایی (جودو)
نازنین ملایی (قایقرانی)
الهه منصوریان (ووشو)
شهربانو منصوریان (ووشو)
امیر مهدی‌زاده (کاراته)

## 3برنزآوران
۱۹۵۱
تیم بسکتبال مردان (بسکتبال)
تقی عسگری (شیرجه)
۱۹۵۸
حسین اعظمی (شیرجه)
ایزار ایلخانوف (بوکس)
علی باغبانباشی (دومیدانی)
علی باغبانباشی (دومیدانی)
هنریک تمرز (وزنه‌برداری)
تیم تنیس روی میز مردان (تنیس روی میز)
اکبر خوجینی (بوکس)
غلامحسین زندی (کشتی)
منوچهر فصیحی (شیرجه)
ناصر گیوه‌چی (کشتی)
امیر یاوری (بوکس)
۱۹۶۶
ناصر آقایی (بوکس)
رضا استکی (وزنه‌برداری)
تقی اکبری (تنیس)
هوشنگ بزرگ زاده (تنیس روی میز)
اسماعیل حسینی (دوچرخه‌سواری)
اسماعیل درودیان (وزنه‌برداری)
تیم دوچرخه‌سواری - تریل (دوچرخه‌سواری)
التفات طالبی (بوکس)
محمد عامی تهرانی (وزنه‌برداری)
آلوش عباسی (بوکس)
تیمور غیاثی (دومیدانی)
حسین فتحیان پور (بوکس)
جلال کشمیری (دومیدانی)
محمدرضا ناصحی (وزنه‌برداری)
تیم والیبال زنان (والیبال)
تیم والیبال مردان (والیبال)
۱۹۷۰
ابوالفضل انوری (کشتی)
غلامحسین پاک‌منش (بوکس)
ابراهیم پوردژم (وزنه‌برداری)
تیم دوچرخه‌سواری - تعقیبی (دوچرخه‌سواری)
محمد ساروخانی (بوکس)
هوشنگ کارگرنژاد (وزنه‌برداری)
محمدرضا ناصحی (وزنه‌برداری)
۱۹۷۴
فرامرز آصف (دومیدانی)
فرشید انتقامی (بوکس)
وارتکس پارسانیان (بوکس)
احمد پورافتخاری (بوکس)
سلمان حسام (دومیدانی)
خسرو حق گشا (دوچرخه‌سواری)
تیم دو امدادی ایران (دومیدانی)
تیم دوچرخه‌سواری - مختلط (دوچرخه‌سواری)
شفائی (شمشیربازی)
مهدی عطار اشرفی (وزنه‌برداری)
تیم فلوره مردان (شمشیربازی)
گیتی محبان (شمشیربازی)
هاملت میناسیان (بوکس)
محمدرضا نوایی (کشتی)
۱۹۸۲
احمد رضایی (کشتی)
تیم دوچرخه‌سواری - تریل (دوچرخه‌سواری)
تیم دوچرخه‌سواری - جاده (دوچرخه‌سواری)
محمود گنجی (کشتی)
۱۹۸۶
مهرداد افشاریان (دوچرخه‌سواری)
علی اکبرنژاد (کشتی)
فریدون بهنام پور (کشتی)
احد جوان صالح (کشتی)
مرتضی خدادادی (جودو)
کاظم غلامی (کشتی)
اکبر فلاح (کشتی)
محمدحسین محبی (کشتی)
۱۹۹۰
ایوب بنی نصرت (کشتی)
احد پازاج (کشتی)
جلیل جهانشاهی (کشتی)
مجید سیم خواه (کشتی)
مسعود قدیمی (کشتی)
منصور قربانی (دومیدانی)
ایرج کیارستمی (بوکس)
سیامک ورزیده (بوکس)
۱۹۹۴
مجید امین ترابی (تکواندو)
حسن احدپور (جودو)
وحید خواجه حسینی (کاراته)
تیم سوارکاری مردان (سوارکاری)
رضا صفایی (کشتی)
بهمن عزیزپور (بوکس)
اویس ملاح (کشتی)
انوشیروان نوریان (بوکس)
۱۹۹۸
حسن اصلانی (تکواندو)
مجید امین ترابی (تکواندو)
جعفر باباخانی (دومیدانی)
مهدی پانزوان (وزنه‌برداری)
روح‌الله حسینی (بوکس)
حسین رضازاده (وزنه‌برداری)
امیر زرگری (دوچرخه‌سواری)
تیم سابر مردان (شمشیربازی)
کاظم ساریخانی (جودو)
محمد طلایی (کشتی)
فرهاد معایی (جودو)
بیژن مغانلو (تکواندو)
آرش میراسماعیلی (جودو)
۲۰۰۲
مجید افلاکی (تکواندو)
مهدی پانزوان (وزنه‌برداری)
حسین توکلی (وزنه‌برداری)
مهدی حاجی زاده (کشتی)
محمد رضایی (کشتی)
پرویز زیدوند (کشتی)
علیرضا غریبی (کشتی)
عباس فلاح (جودو)
محمدعلی فلاحتی نژاد (وزنه‌برداری)
پروانه محمدتقی پور (تکواندو)
حامد ملک محمدی (جودو)
محمود میران (جودو)
مسعود هاشم‌زاده (کشتی)
۲۰۰۶
تیم اپه مردان (شمشیربازی)
تیم بسکتبال مردان (بسکتبال)
اسماعیل ترک زاد (کاراته)
مسعود حاجی آخوندزاده (جودو)
بهزاد خداداد (تکواندو)
جاسم دلاوری (بوکس)
تیم دوچرخه‌سواری - مدیسن (دوچرخه‌سواری)
حمید ریحانی (کشتی)
مهروز ساعی (تکواندو)
هادی ساعی (تکواندو)
محمد ستارپور (بوکس)
تیم شطرنج ایران (شطرنج)
فرزانه شیخی (تکواندو)
جلیل عطایی (ووشو)
سعید فرخی (کاراته)
تیم فوتبال مردان (فوتبال)
مهدی قربانی (بوکس)
احسان مهاجر شجاعی (دومیدانی)
خسرو مینو (ووشو)
علیرضا نصر آزادانی (تکواندو)
تیم هندبال مردان (هندبال)
علی یعقوبیان (شمشیربازی)
۲۰۱۰
سجاد انوشیروانی (وزنه‌برداری)
تیم بسکتبال مردان (بسکتبال)
احسان پیغمبری (ووشو)
تیم تیراندازی زنان (تیراندازی)
فاطمه چالاکی (کاراته)
سوسن حاجی پور (تکواندو)
روح‌الله حسینی (بوکس)
سارا خوش جمال فکری (تکواندو)
تیم دوچرخه‌سواری - سرعت (دوچرخه‌سواری)
محمدرضا رودکی (جودو)
تیم روئینگ زنان (قایقرانی)
محمد ستارپور (بوکس)
مهدی سهرابی (دوچرخه‌سواری)
سمانه شش پری (تکواندو)
محمد صمیمی (دومیدانی)
سجاد عباسی (ووشو)
فرزاد عبداللهی (تکواندو)
حسین عسگری (دوچرخه‌سواری)
فرشاد علیزاده (کشتی)
تیم کایاک مردان (قایقرانی)
تیم کبدی زنان (کبدی)
علی مظاهری (بوکس)
فردین معصومی (کشتی)
سمیرا ملکی پور (کاراته)
الهه منصوریان (ووشو)
۲۰۱۴
بشیر باباجان‌زاده (کشتی)
پیام بویری (کشتی)
افشین بیابانگرد (کشتی)
فاطمه چالاکی (کاراته)
سوسن حاجی پور (تکواندو)
آرزو حکیمی (قایقرانی)
نسرین دوستی (کاراته)
احسان روزبهانی (بوکس)
تیم روئینگ زنان (قایقرانی)
امیر رهنما (قایقرانی)
مجتبی شجاعی (قایقرانی)
سجاد عباسی (ووشو)
سولماز عباسی (قایقرانی)
سعید عبدولی (کشتی)
حسین عسگری (دوچرخه‌سواری)
تیم کامپوند مردان (تیراندازی)
مجتبی کریم فر (کشتی)
سونیا گماری (قایقرانی)
عادل مجللی (قایقرانی)
۲۰۱۸
پریسا احمدی (قایقرانی)
رضا اطری (کشتی)
بسکتبال ۳ نفره مردان (بسکتبال)
علی پاکدامن (شمشیربازی)
ذبیح‌الله پورشیب (کاراته)
امید تیزتک (کوراش)
مه‌لقا جام‌بزرگ (تیراندازی)
محمدنبی رضایی (قایقرانی)
پگاه زنگنه (کاراته)
فرزان عاشورزاده (تکواندو)
نوشاد عالمیان (تنیس روی میز)
حمیده عباسعلی (کاراته)
قنبرعلی قنبری (کوراش)
تیم کامپوند مختلط (تیراندازی)
تیم کایاک مردان (قایقرانی)
تهمینه کربلایی (پنجاک سیلات)
مریم کرمی (قایقرانی)
ناهید کیانی (تکواندو)
محمدرضا گرایی (کشتی)
محمد محمدی بریمانلو (جودو)
مهرداد مردانی (کشتی)
تیم واترپلوی مردان (واترپلو)
علی هاشمی (وزنه‌برداری)